# Stranded (Náufragos)
Stranded (Náufragos) es una película española de ciencia ficción estrenada en 2002.

## Sinopsis
La primera misión tripulada a Marte (conjunta entre la NASA y la ESA), a bordo del módulo de descenso Belos, se estrella contra el planeta. El comandante muere, y los cinco astronautas supervivientes, quedan aislados en la superficie sin poder regresar a la nave en órbita. Con un fallo en el sistema de soporte vital y suministros escasos, la tripulación encuentra una única solución: tres deben sacrificarse para que los otros dos sobrevivan.

## Reparto
- María Lidón como Susana Sánchez. ESA. (Piloto del Mars Lander Velos y oficial ejecutivo)
- Vincent Gallo como Luca Baglioni. ESA. (Especialista de misión/Ingeniero)
- María de Medeiros como Jenny Johnson. NASA. (Especialista de misión/Médico)
- Joaquim de Almeida como Fidel Rodrigo. NASA.(Especialista de misión/Astrobiólogo)
- Danel Aser como Herbert Sagan. NASA. (Especialista de misión/Geólogo)
- Johnny Ramone como Lowell. ESA. Piloto del Mars Orbiter Ares
- José Sancho  como Andre Vishniac. NASA. Comandante de la misión
- Paul Gibert como Presentador de noticias.

## Novelización
- 2001 - Stranded (Náufragos). Novelización que recoge y extiende el argumento de la película, escrita en colaboración entre el guionista Juan Miguel Aguilera y Eduardo Vaquerizo. Punto de Lectura, ISBN 84-663-0349-9